# Villa La Guillette
La villa La Guillette appelée aussi villa de Guy de Maupassant est un édifice situé à Étretat, en France.

## Localisation
Le monument est situé dans le département français de Seine-Maritime, 57 rue Guy-de-Maupassant, dans le quartier du Grand Val de la commune .
Le musée Le Clos Arsène Lupin, Maison Maurice Leblanc et le temple protestant sont situés dans la même rue.

## Historique
La villa est édifiée au XIXe siècle par Guy de Maupassant en 1884 ou en 1882, avec le produit des droits d'auteur de La Maison Tellier. L'écrivain la fait construire sur un terrain mitoyen du verger que possédait sa mère, Laure de Maupassant, qui y avait aménagé un potager avec une cabane en 1872. La maison doit primitivement s'appeler la maison Tellier, mais sur les instances de sa mère, l'écrivain renonce à ce nom provocant et choisit un dérivé de son prénom.
L'édifice est inscrit au titre des monuments historiques depuis le 29 août 2016.
L'association des amis de la Guillette, créée en 2014, organise tout au long de l'année des visites de la maison.

## Architecture
La villa s'étend sur 250 m2 sur un parc conservé au début du XXIe siècle de 4 800 m2. Maupassant fait construire une maison de style méditerranéen : en crépi jaune crème, des chaînages et des encadrements de baies en brique et des volets rouges ornent les façades, le toit recouvert de tuiles.
« Au rez-de-chaussée sont installés une petite cuisine, une salle à manger, une salle de billard, le bureau de l'écrivain avec cheminée à figures symbolistes en bas-relief et deux portes décorées chacune d'un panneau peint (dont une scène de corbeaux) par Le Poittevin… La chambre située à l'étage constitue une petite cellule carrée ouvrant sur le balcon en bois de la maison. Une petite courtine suspendue au plafond au-dessus du lit simulait autrefois un baldaquin et des nattes de Chine recouvraient les murs, notamment au-dessus de la couche… À l'arrière de la maison, une barque de pêcheur couverte d'un toit et stabilisée sur un massif de briques (la caloge) constituait l'abri (chambre et cabinet de toilette) du domestique de Maupassant, François Tassart ».